# Yolande d'Anjou
Ne doit pas être confondu avec Yolande d'Anjou (1412-1440).
Yolande d'Anjou, née à Nancy le 2 novembre 1428 (avec son frère jumeau Nicolas) et morte dans la même ville le 23 mars 1483, est duchesse de Lorraine (1473) et de Bar (1480) .

## Biographie
Fille de René Ier d'Anjou, roi de Naples, duc d'Anjou, de Bar et de Lorraine, comte de Provence, et d'Isabelle, duchesse de Lorraine, elle a été prénommée Yolande en l'honneur de sa grand-mère Yolande d'Aragon. Son titre de duchesse de Bar peut entraîner une confusion avec Yolande de Bar, son arrière-grand-mère.
Elle épouse à Nancy en 1445 son cousin Ferry II de Lorraine (1417 - 1470), comte de Vaudémont. Ce mariage, décidé en 1431, met fin au litige qui perdurait entre les pères des deux époux, à propos de la succession du duché de Lorraine. Ils eurent comme enfants :
- Pierre de Lorraine, mort en 1451 ;
- René II de Lorraine (1451 - 1508), comte de Vaudémont, duc de Lorraine et de Bar ;
- Nicolas de Lorraine, seigneur de Joinville et de Bauffremont, mort vers 1476 ;
- Jeanne de Lorraine (° 1458 † 1480), mariée en 1474 avec Charles V, comte du Maine (1446 - 1481) ;
- Marguerite de Lorraine (° 1463 † 1521), mariée en 1488 avec René (1454 - 1492), duc d'Alençon (béatifiée) ;
- Yolande de Lorraine, morte en 1500, mariée en 1497 avec Guillaume II, landgrave de Hesse (1469 - 1509).

En 1473, à la mort de son neveu Nicolas Ier, duc de Lorraine, elle hérite du duché de Lorraine et le transmet immédiatement à son fils René II. Elle fait de même en 1480, à la mort de son père, avec le duché de Bar.
Elle fut inhumée avec son époux, au milieu du chœur de la collégiale Saint-Laurent de Joinville, disparue à la Révolution, où se voyait leur gisant, sculpté dans le marbre, dont l'aspect est connu par une gravure,.

## Adaptations à partir de sa biographie

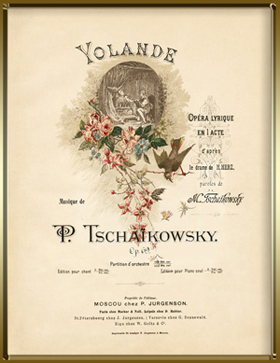
Affiche de l'opéra Iolanta.

La vie de Yolande d'Anjou a fait l'objet de trois adaptations dans lesquelles la « fille du Roi René » est présentée comme une belle jeune princesse aveugle (bien qu'historiquement cette infirmité soit peu probable) dont le chevalier (ou comte) dit « Vaudémont » (correspondant au comte Ferry II de Vaudémont) est tombé amoureux,.
- La Fille du roi René (en danois : Kong Renés Datter), pièce en un acte créée en 1845 par le dramaturge danois Henrik Hertz.
- Iolanta, opéra en un acte de Piotr Ilitch Tchaïkovski, créé en 1892 sur un livret de Modeste Tchaïkovski d'après la pièce de Henrik Hertz.
- King René's Daughter, un film muet américain de 1913 relatant les aventures de la fille du Roi René, basée sur le récit d'Henrik Hertz et l'opéra de Tchaïkovski.

La pièce de théâtre La Fille du Roi René  (présentée comme un drame-vaudeville en un acte) signée par l'auteur dramatique et auteur de chansons Gustave Lemoine est une libre adaptation en français de la pièce de Henrik Hertz.

## Évocations
Dans la supercherie montée par Pierre Plantard et Philippe de Cherisey qui déposèrent un ensemble de documents tapés à la machine à écrire à la Bibliothèque nationale au milieu des années 1960, intitulés Dossiers secrets d'Henri Lobineau afin de prouver l'existence ancienne de l'ordre du prieuré de Sion, Yolande d'Anjou (sous le nom de Iolande de Bar épouse de Ferri dit « seigneur de Sion-Vaudémont » et dont la date de naissance correspond) est présentée comme une des « grands-maîtres » du prieuré.
Cette thèse sans fondement historique, reprise par le livre d'ésotérisme dénommé L'Énigme sacrée écrit par les Britanniques Michael Baigent, Richard Leigh et Henry Lincoln, inspira également le célèbre roman de Dan Brown dénommé Da Vinci Code. Celui-ci évoque la princesse dans son récit au travers d'une liste inscrite sur un vieux parchemin trouvé par un des personnages du roman et la désignant en tant que successeur de son père René d'Anjou à la tête de l'hypothétique confrérie entre 1480 et 1483.

## Voir aussi

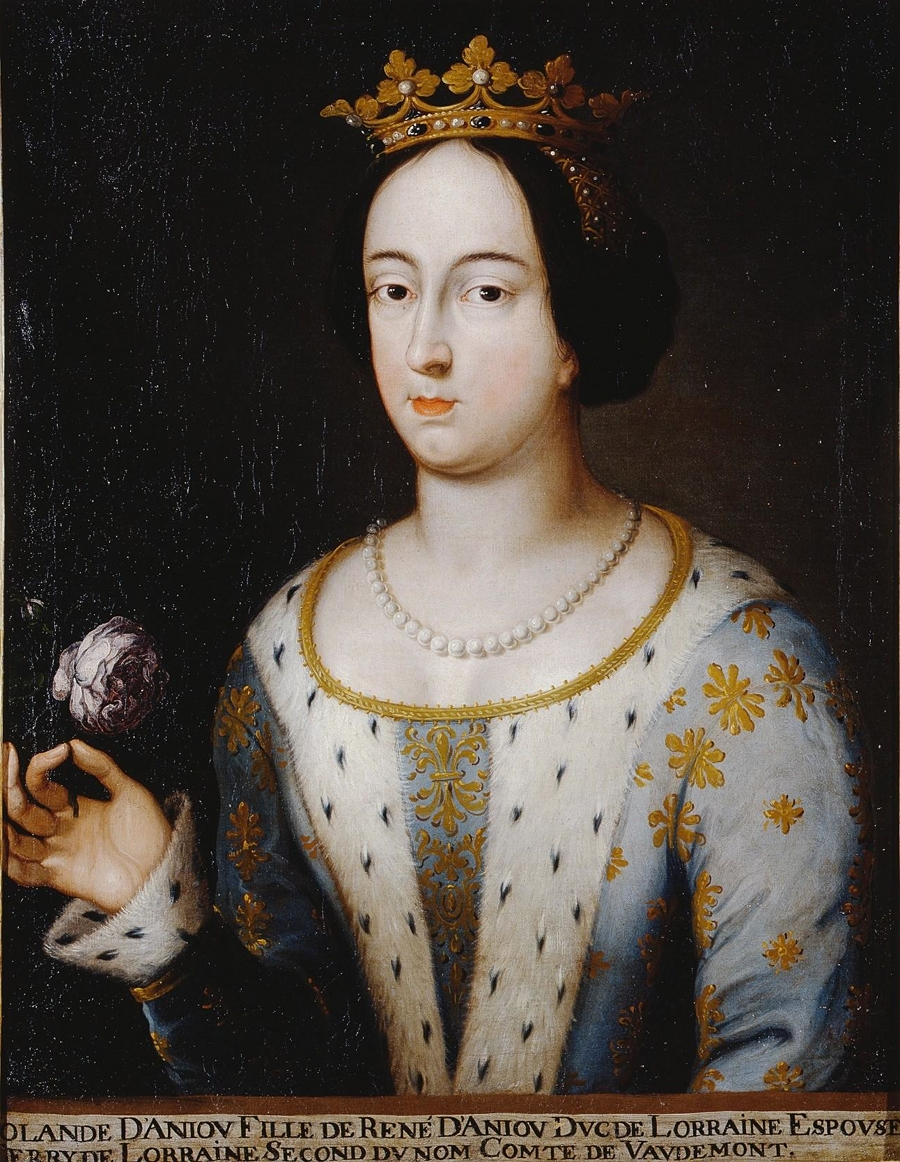
Portrait imaginaire de Yolande d'Anjou, musée des Offices, XVIIe siècle.